# Xã Alden, Quận Freeborn, Minnesota
Xã Alden (tiếng Anh: Alden Township) là một xã thuộc quận Freeborn, tiểu bang Minnesota, Hoa Kỳ. Năm 2010, dân số của xã này là 306 người.